# Graziano Mandozzi
Graziano Mandozzi (* 23. Juni 1939 in Osogna, Schweiz) ist ein Schweizer Komponist, Dirigent und Musikwissenschaftler.

## Leben
Graziano Mandozzi stammt aus einer Tessiner Musikerfamilie. Er besuchte eine Lehrerbildungsanstalt in Locarno und studierte von 1960 bis 1963 am Mozarteum in Salzburg bei Gerhard Wimberger und Cesar Bresgen, wo ihm die Lilli-Lehmann-Medaille verliehen wurde. Nachdem er erfolgreich seine Kapellmeisterprüfung ablegte, begann er am Theater zu arbeiten. Da er einer der letzten Schüler Bernhard Paumgartners war, wurde ihm erlaubt, eine der ersten Aufnahmen der Camerata Academica einzuspielen. Später arbeitete er beim Film, für Hörspiele und beim Ballett. So schrieb er Mitte der 1970er Jahre die Musik für das von Johann Kresnik aufgeführte Ballett "Jesus GmbH". Als Musikwissenschaftler setzte er sich jahrelang für die Aufarbeitung und Neubewertung der Werke von Ruggero Leoncavallo und Nino Rota ein.

## Filmografie (Auswahl)
- 1972: Beschreibung einer Verfolgung
- 1972: Der Mann auf meinem Rücken
- 1972: Jugend einer Studienrätin
- 1974: Der kleine Doktor (Fernsehserie)
- 1977–1982: Neues aus Uhlenbusch (Fernsehserie)
- 1979: Feuerzeichen
- 1980: Tatort: Hände hoch, Herr Trimmel
- 1983: Heinrich Heine – Die zweite Vertreibung aus dem Paradies
- 1984–1986: Eigener Herd ist Goldes wert (Fernsehserie)
- 1984: August der Starke
- 1984: Ich hatte einen Traum
- 1985: Alte Sünden rosten nicht
- 1986: Lisa und die Riesen
- 1986: Mademoiselle Fifi
- 1986: Vertrauen gegen Vertrauen
- 1986. Finkenwerder Geschichten
- 1987: The Secret Life of Sergei Eisenstein
- 1987: Die Erbschaft
- 1988: Ede und das Kind
- 1989: Die Zauberflöte
- 1992: Kein pflegeleichter Fall

## Diskografie
- 1985: Bach/Händel 300, CD, Deutsche Grammophon 415 110-2, Germany (see on YouTube)